# Опыты (Бэкон)
«Опыты, или Наставления нравственные и политические» (англ. Essayes or Counsels, Civill and Morall) — книга английского философа Фрэнсиса Бэкона, впервые опубликованная в 1597 году. Она имела большой успех, ещё при жизни автора была переведена на французский и итальянский языки.

## Издание
«Опыты» впервые увидели свет в 1597 году. Судя по посвящению, автор понимал, что этот труд ещё незрелый. Первая редакция, включавшая 10 глав, несколько раз переиздавалась без участия Бэкона, в 1612 году свет увидела вторая редакция, в 39 «опытов», а в 1625 — третья, в 58 «опытов». В посвящении ко второй редакции автор объяснил, что книга представляет собой сборник очерков, «примечательных скорее содержанием, нежели тщательностью отделки». Однако, издавая третью редакцию, он назвал «Опыты» одним из лучших своих произведений. «Они принадлежат к лучшим плодам, которые божьей милостью могло принести моё перо», — написал Бэкон.

## Восприятие
«Опыты» много раз переиздавались ещё при жизни автора (до 1626 года). Тогда же вышли переводы на французский, итальянский и латинский языки. Сам Бэкон писал в 1625 году, что «Опыты» из всех его произведений «получили наибольшее распространение; надо полагать, потому, что они ближе всего к практическим делам и чувствам людей».